# Спомен чесма на Палићу
Спомен-чесма на Палићу, изграђена је 1912. године, у част завршетка изградње објеката на Палићу и Градске куће у граду, по пројекту мађарских архитеката Марцела Комора и Дежеа Јакаба. Чесма представља непокретно културно добро као споменик културе.
У Историјском архиву Суботица пронађена су четири идејна решења (сигн. I 195/1912). Спомен-чесма је изведена по најскромнијем идејном решењу, али најуспешније уклопљена у новоформирани амбијент шеталишта испред Велике терасе, Музичког павиљона до саме обале језера. У ове сврхе град је обезбедио 3000 круна, те је као најповољнији извођач, радове извела каменорезачка радионица „Марвањипар (Márványipar)” из Суботице. Понуда је износила 2800 круна. До реализације скулптуре дечака са штитом, није дошло, сазнајемо из преписке пројектаната са мађарским вајарем Жигмондом Штреблом, по жељи тадашњег градоначелника Кароља Бироа.

## Изглед чесме
Спомен-чесма је изведена од два базена, тролисне основе, спољашњи засађен цвећем, и унутрашњи виши, у који тече вода из скулптура, сома, дивље патке и лиске. Скулптуре су изведене у високом рељефу и постављене на централни монолит, пратећи тролисну основу базена, ослоњени на кружне полустубове са флоралним полукапителима. У међупростору су нише са текстом о историјату Палића. Првобитно су ту били стихови познатог мађарског песника Дежеа Костолањија.
У периоду између два светска рата, текст је измењен и сада је истоветан на ћириличном, латиничном и мађарском писму о историјату Палића. Изнад ниша су исклесане, као и скулптуре рибе и птица, у високом рељефу, главе девојака са расплетеним увојцима, а цео монолит је оперважен сецесијском орнаментиком. На сам врх монолита је постављена жардињера заобљене профилације као и базени, уместо предвиђене скулптуре дечака.
Шездесетих година је ова спомен-чесма била измештена на локацију испред Женског купатила, а на место ње постављена скулптура „Крила” рад вајарке Ане Бешлић.

## Рестаурација
Године 1981. Међуопштински завод за заштиту споменика културе Суботица, извршио премештање Спомен-чесме на првобитну локацију, а скулптура „Крила” је постављена на чело полуострва. Том приликом је на спомен-чесми изведена нова водоинсталација. Мања оштећења су рестаурирана, а главе птица су реконструисане у вештачком камену са затвореним кљуновима, због саме природе материјала. Услед учесталих ломљења, главе птица су више пута обнављане. Темељна рестаурација спомен-чесме на Палићу извршена је 1995. године. У радионици Завода, Вера Габрић Почуча реконструисала је недостајуће делове, главе птица, затим су скулптуре одливене у бронзу.
Опредељујући се за измену материјала, камена у бронзу као најадекватније решење прилагођено форми високог рељефа и самих глава птица, док је риба све време била неоштећена. Фрагменти скулптура са рељефном подлогом су демонтирани, а саме скулптуре су у аутентичном облику преведене у бронзу. Овога пута је природа материјала дозвољавала да се главе птица изведу са отвореним кљуновима, како се види на оригиналном цртежу Јакаба и Комора. На саму камену позадину са сецесијском орнаментиком су монтиране бронзане скулптуре са невидљивим анкерима, на којима је задржана текстура камена и прилагођена новом материјалу. Мања оштећења на главама девојака су рестаурирана, а комплетна површина чесме очишћена од наслага каменца, док је исправна водоинсталација сачувана, са изведеним млазницама кроз отворене кљунове птица и уста рибе, из којих се слива вода.
Измена материјала за скулптуре је допринела да се сачува аутентичност, и да нова ликовна и естетска вредност, а сама спомен-чесма буде заштићена од даљих оштећења.